# Агноним
Агно́ним (от др.-греч. ἀ- — не, γνῶσις — знание и ὄνομα — имя) — лексическая или фразеологическая единица языка, которая неизвестна, непонятна или малопонятна одному или многим его носителям. Многие агнонимы являются диалектными, специальными терминами или устаревшими (архаизмами), но некоторые из них не имеют в словарях стилистических помет и относятся к нейтральной общелитературной лексике. Непонимание агнонимов может привести к появлению эрративов.

## Примеры
| Агноним       | Значение                                                |
| ------------- | ------------------------------------------------------- |
| обабок        | подберёзовик                                            |
| обвалка       | отделение мяса от костей                                |
| обезьяний мех | мех нутрии с выщипанной остью                           |
| ость          | длинный жёсткий волос в шерсти животного                |
| обечайка      | боковая часть полого аппарата, музыкального инструмента |
| не обинуясь   | без колебаний                                           |
| шаньга        | печёное изделие в виде ватрушки или лепёшки             |